# Josep Elias
Josep Elias i Basca El Ninyo (San Baudilio de Llobregat, Barcelona, España, 17 de enero de 1852-11 de noviembre de 1931) fue un empresario del mundo de la restauración, el espectáculo y el transporte. Sus iniciativas aportaron dinamismo a la vida social, asociativa y económica de San Baudilio de Llobregat y sus alrededores a finales del siglo XIX e inicios del siglo XX.

## Biografía
Procedente de una familia de agricultores conocida por Cal Llebre, trabajaba de joven cómo camarero en el Cafè del Centre (Centro Samboyano). Con ansias de prosperar, marchó de San Baudilio de Llobregat  y se instaló primero en Zaragoza y después en Barcelona. En el año 1877, habiendo recopilado algún dinero, retornó a San Baudilio de Llobregat. Se presentó a su antiguo patrón, Miquel Campins, y le compró el local. Poco después se casó con Teresa Duran, sobrina de Campins.
El local se reformó a fondo, y el nombre de Cafè del Centre se cambió por Cafè Restaurant Casa Elias, que se convirtió en referente en toda la comarca. En él se servía diariamente pescado fresco traído de Barcelona y la carta estaba escrita en francés. En los días señalados, y sobre todo por la fiesta mayor, en su teatro se representaban zarzuelas a cargo de las más famosas compañías y se hacían bailes con las mejores orquestas.
Este local acogería, con los años, los primeros bailes de máscaras que se celebraron en la villa, los primeros bailes del rugbi y sesiones de cine, donde se llegaron a estrenar éxitos de aquel tiempo cómo L’hereu Pruna y El tiro de fusil. El local, que pronto fue conocido con el nombre de Cal Ninyo (actualmente Teatre Cal Ninyo), fue un centro de atracción de visitantes y dinamizador de la vida cultural local. El 21 de febrero de 1904 se celebró en sus salones el banquete de la inauguración del Puente del Estado sobre el río Llobregat.
Josep Elias tuvo propiedades agrarias y también explotó el cine del 'Ateneu Familiar' de San Baudilio de Llobregat. El 1912, una moción en el Ateneu Santboià hizo que un número reducido pero influyente de socios de esta entidad perdiesen sus privilegios sobre los palcos. Al año siguiente Josep Elias encabezó una escisión que comportó la creación del Ateneu Familiar. El grupo escindido fue conocido como “els pixagots” (mea-vasos) y estableció su primera sede en el café de ‘Cal Ninyo’. El sobrenombre les venía por haberse encontrado en el escenario de su teatro unos vasos medio llenos de cerveza que, con el paso del tiempo, habían fermentado y tenían el aspecto de residuos urinarios. El Ateneu Familiar adquirió posteriormente terrenos para construir locales propios, cines, salones y hasta una escuela y ha sido una de las instituciones más importantes de la villa. A los que siguieron fieles al Ateneu Santboià se les llamó “terregada” (material de desecho). 
A pocos kilómetros de San Baudilio de Llobregat, se hizo cargo de la explotación del 'Ateneu Unió', perteneciente a la recién creada Colònia Güell, en la que hacía, además, el transporte de  mercancías de la fábrica del empresario Eusebi Güell. Sus carromatos transportaron los materiales para la construcción de la iglesia, conocida hoy como Cripta de la Colonia Güell, de Antoni Gaudí. Con otros socios inició el servicio de transporte de viajeros desde esta población hasta la estación de tren de Cornellá de Llobregat, pasando por San Baudilio.

## El sobrenombre de “El Ninyo”
Poco después de nacer Josep Elias, unas gitanas que hacían venta ambulante por San Baudilio, cuando lo vieron exclamaron: “¡Qué bonito es, parece el Niño Jesús!”. De esta anécdota le quedó el alias de ‘El Ninyo’ con el que fue conocido incluso en su familia. Sus nietos le llamaban “l’avi Ninyo” (el abuelo Niño).